# 鄔鳴雷
鄔鳴雷（1566年—1621年），字長豫，號齊雲，浙江宁波府奉化县禾桥人，軍籍，明朝政治人物。

## 生平
生于嘉靖四十五年（1566年）丙寅二月十五日，万历二十五年（1597年）丁酉科浙江乡试四十一名举人，万历三十二年（1604年）甲辰科進士，授刑部陕西司主事，谳决曲当情法。三十六年升廣東司员外郎，三十七年出知江西建昌府。峻風裁，慎請託。時益藩諸邸役横甚，以法绳之不少贷。郡故有太平桥税三千余，输内帑，岁璫岁为转输，向为市井狙狯及豪有力者揽侵，穴窟其中，廉得之，悉置諸法，時有溢额，即递减免，商民稱便。而税璫谓是中奇羡可利，忽馳檄欲亲榷，阖邑骚动，立出示諭安地方，词甚嚴峻，璫見之气夺，犹從乞廪给，辞以无额。益王欲宴璫正殿，力争之，璫知不可久居，徘徊六日而去，竟不敢及税事。在官多著善政，如调停里甲，酌官解，策邮政，改盐法，清屯田，汰操軍，禁僉报马户，請改造粮船，议建仓水次，与民更始。尤加意造士，捐置六学赡田，为诸生弦誦之資。在郡數年，時惟闭阁读书，为表章近溪、潜谷之学，纂郡志及《丹霞洞天志》。四十年秋，升江西按察司湖西道副使，四十二年入贺还，旋轉南昌道右参政。静简持大体，時有邹应龙之狱，应龙雄于貲财，遍交势要，横里中，睚眦杀人，道路以目，当道依回，狱久不决。鸣雷至，即檄五郡司李盟神会鞠，置諸法，远近稱快。嘗身兼数篆，地辖千里，四馳分应，若有余閑。会聞母病，即日投牒归。归而連丁二艱，庚申（1620年）服闋，北上補謁，未入銓補，天啓辛酉二月十一日竟以疾卒于京，享年五十六，咸惜未竟其用，南昌、建昌、临江俱立祠祀之。

## 著作
著有《浮槎阁集》。

## 家族
曾祖鄔禋。祖父鄔僑。父鄔文旦。母楊氏。具慶下。兄鄔元會，知縣。元配周氏，子邬弘可，孫邬振之。